# Metal Slug 4
Metal Slug 4 (メタルスラッグ 4) — компьютерная игра в жанре run and gun, разработанная компаниями Mega Enterprise, Noise Factory и Playmore для аркадной платформы Neo-Geo MVS. Игра стала четвёртой в серии Metal Slug. В 2004 году Playmore издала версии для домашних игровых систем.
Игровой процесс Metal Slug 4 сохраняет основные черты предыдущих частей серии, дополняя их новыми противниками, боссами, оружием, транспортными средствами и системой комбо-бонусов. Игра была портирована на Xbox и PlayStation 2, и также издавалась в составе сборника с Metal Slug 5 в Северной Америке и Южной Корее. В 2018 году вышла версия для Nintendo Switch.

## Игровой процесс
Нововведением Metal Slug 4 стала система начисления бонусных очков. Игрок получает вознаграждение в зависимости от числа уничтоженных врагов за отведённое время. Длительность отсчёта определяется типом подобранной эмблемы. В верхней части экрана отображается таймер. При прохождении уровня игроку начисляются дополнительные очки за достижения, отмеченные специальными значками. В этой части серии Эри и Тарма уступили место новым персонажам — Наде и Тревору.

## Сюжет
События Metal Slug 4 разворачиваются через год после событий Metal Slug 3. Мир оказывается под угрозой неизвестного компьютерного вируса, способного атаковать и уничтожить военные компьютерные системы любого государства. Тарма Ровинг и Эри Касамото не могут принять участие в операции из-за других заданий. Для расследования ситуации привлекают Марко Росси и Фиолину Герми, к которым присоединяются новички Надя Кассель и Тревор Спейси. В ходе расследования группа выясняет, что за заговором стоит богатая террористическая организация «Синдикат Амадей», вступившая в союз с Повстанческой армией генерала Мордена. Герои вступают в бой с силами «Амадея», стремясь уничтожить вирус до того, как он сможет вывести из строя военные компьютерные системы по всему миру.
В середине игроки сталкиваются с предполагаемым генералом Морденом. На последнем уровне обнаруживается подземный комплекс, где производятся андроиды-двойники Мордена. Аллен О’Нил, противостоящий игрокам, также оказывается механической копией. Лидер синдиката, условно называемый «Доктором», атакует игроков серией мощных роботов. После поражения он оказывается в ловушке собственных устройств при самоуничтожении базы и погибает. Если игрок успешно проходит бонусный уровень с побегом, в титрах показывают главных героев, пирующих за столом. При неудаче персонаж игрока оказывается в больнице, где их навещают Тарма и Эри с гостинцами. После финальных титров один компьютерный монитор передает данные в неизвестное место и отключается.

## Отзывы
| Сводный рейтинг | Сводный рейтинг | Сводный рейтинг |
| Издание         | Оценка          | Оценка          |
| Издание         | PS2             | Xbox            |
| --------------- | --------------- | --------------- |
| GameRankings    | 70,44 %         | 70,47 %         |

В Японии журнал Game Machine в выпуске от 1 мая 2002 года поставил Metal Slug 4 на второе место в списке наиболее успешных аркадных игр месяца.
Metal Slug 4 получила смешанные и положительные отзывы. На агрегаторах Metacritic и GameRankings игра получила 70 и 70,47 % соответственно в составе сборника с Metal Slug 5 для PlayStation 2 и Xbox.